# Лучо Дала
Лучо Дала (на италиански: Lucio Dalla) е италиански поппевец, музикант и композитор. Свири на кларинет, пиано и други клавишни инструменти. Той композира песента Caruso (1986), която, освен от него, е изпълнявана от едни от най-добрите певци в международен мащаб, като Хулио Иглесиас, Андреа Бочели, Лучано Павароти и Джош Гробан. Песента е посветена на легендарния оперен тенор Енрико Карузо.
Дала започва да свири на кларинет от ранна възраст и стартира кариерата си като джаз изпълнител. Бива обаче забелязан с гласовите си данни и му е предложена самостоятелна кариера през 1965 г. По-късно той пише сам текста и музиката на своите песни. През 1992 г. е поканен от Павароти и приятели да изпее „Caruso“ в дует с Павароти.

## Дискография

### Студийни албуми
- 1966 – 1999
- 1970 – Terra di Gaibola
- 1971 – Storie di casa mia
- 1973 – Il giorno aveva cinque teste
- 1975 – Anidride solforosa
- 1976 – Automobili
- 1977 – Come è profondo il mare
- 1979 – Lucio Dalla
- 1980 – Dalla
- 1981 – Q Disc
- 1983 – 1983
- 1984 – Viaggi organizzati
- 1985 – Lucio Dalla Marco Di Marco
- 1986 – Bugie
- 1988 – Dalla/Morandi / In Europa
- 1990 – Cambio
- 1993 – Henna
- 1996 – Canzoni
- 1999 – Ciao
- 2001 – Luna Matana
- 2003 – Lucio
- 2007 – Il contrario di me
- 2009 – Angoli nel cielo

### Концертни албуми
- 1975 – Bologna 2 settembre 1974 (dal vivo)
- 1979 – Banana Republic
- 1986 – DallAmeriCaruso
- 1992 – Amen
- 2001 – Live @ RTSI
- 2004 – Impressioni di jazz
- 2008 – LucioDallaLive - La neve con la luna
- 2010 – Work in Progress
- 2023 – DallAmeriCaruso - Live at Village Gate, New York 23/03/1986